# لوروا تومسون
لوروا تومسون (بالإنجليزية: Leroy Thompson)‏ هو لاعب كرة قدم أمريكية أمريكي، ولد في 23 يناير 1971 في كامدن في الولايات المتحدة.